# Tammy Lynn Michaels
Tammy Lynn Michaels, née le 26 novembre 1974 à la Lafayette dans l'Indiana, est une actrice américaine spécialisée dans les séries télévisées.

## Biographie
Tammy Lynn Michaels est ouvertement lesbienne et est une figure gay bien connue. Elle a épousé la chanteuse rock Melissa Etheridge le 20 septembre 2003.

## Filmographie
- 2013 : Untold : Kristin
- 2007 : Itty Bitty Titty Committee
- 2005 : Committed (série télévisée) : Tess (12 épisodes)
- 2004 : The L Word (série télévisée) : Lacey Haraway (VF : Laurence Sacquet - 3 épisodes)
- 2003 : D.E.B.S. : Max
- 2002 : That '80s Show (série télévisée) : Patty (3 épisodes)
- 1999-2001 : Popular (série télévisée) : Nicole Julian (VF : Virginie Mery - 43 épisodes)